# Judgment Day: Intelligent Design on Trial
Judgment Day: Intelligent Design on Trial (englisch für: Tag des Gerichts: Intelligent Design vor Gericht) ist eine US-amerikanische ausgezeichnete Serie über den Prozess Kitzmiller v. Dover Area School District, die sich mit der Frage beschäftigte, ob die Pseudowissenschaft „Intelligent Design“ als Wissenschaft anerkannt werden und in Schulen unterrichtet werden darf.
Die Dokumentation erschien zuerst am 13. November 2007 auf PBS und enthält Interviews mit dem Richter, Zeugen und Anwälten. Szenen aus dem Prozess werden mit Schauspielern nachgespielt.
Judgment Day wurde von NOVA und Vulcan Productions in Zusammenarbeit mit Big Table Film Company entwickelt. Senior Executive Producer war Paula S. Apsell, Executive Producer war Richard Hutton und die Produzenten waren Joseph McMaster, Gary Johnstone und Vanessa Tovell. Senior Producer war Susanne Simpson. Johnstone und McMaster führten Regie und McMaster lieferte das Drehbuch.
2008 wurde der Film mit dem Peabody Award und dem Science Journalism Award der American Association for the Advancement of Science ausgezeichnet.

## Zusammenfassung
Der Dokumentarfilm verbindet reale Interviews mit Nachstellungen der Ereignisse, die während der Kontroverse stattfanden. Die Schulbehörde von Dover, einer kleinen ländlichen Stadt in Pennsylvania, betrieb eine Schulpolitik, in der Biologielehrer der Dover Area High School eine Passage verlesen müssen, die behauptet, dass die Evolutionstheorie nur eine Theorie sei, die zudem Lücken enthalte. Die Passage wies sie dann auf ein paar Bücher hin, die die Intelligent-Design-Theorie vertreten. Eines dieser Bücher hatte den Titel Of Pandas and People.
Mehrere Biologielehrer, einschließlich der interviewten Brian und Cristy Rehm, weigerten sich, die Erklärung zu verlesen. Sie kontaktierten die American Civil Liberties Union und erhoben die Klage, die unter dem Namen, Kitzmiller vs. Dover (benannt nach der Klägerin Tammy Kitzmiller, deren Kind auf die Schule ging) bekannt wurde. Die Klage sollte die Schule davon abhalten, die Lehre des Intelligent Design im Wissenschaftsunterricht zu lehren. Die Angeklagten, die Mitglieder der Schulbehörde des Landkreises Dover, argumentierten, dass ID eine wissenschaftliche Theorie sei und es damit verdiene, in den Schulen neben der Evolution gelehrt zu werden. Die Kläger argumentierten, dass Intelligent Design eine religiöse Lehre sei.
Es ging auch um die Frage, ob die Vorstandsmitglieder die Lehre des Intelligent Design gefördert haben, um verdeckt den Kreationismus in den öffentlichen Schulen einzuführen. Frühere amerikanische Rechtsprechung hatte es ausdrücklich als verfassungswidrig angesehen, die Lehre des Kreationismus in Schulen zu lehren, da dies eine Verletzung der Trennung von Kirche und Staat darstelle. Nach Anhörung der Aussagen von Wissenschaftlern zugunsten und gegen Intelligent Design entschied Richter John E. Jones III, dass Intelligent Design eine religiöse Theorie sei. Diese Theorie dürfe nicht Teil eines wissenschaftlichen Lehrplans sein.
Darüber hinaus beschreibt der Film auch, wie die Stadt in Befürworter und Gegner des Intelligent Design gespalten war und erwähnt, dass ein von einem Schüler gemaltes Bild, das die Theorie Darwins unterstützt, gestohlen und verbrannt wurde. Präsident George W. Bush und Pennsylvanias damaliger Gouverneur Rick Santorum äußerten sich während des Prozesse und drückten ihre Unterstützung für die Intelligent-Design-Theorie aus. Der Film interviewt auch Neil Shubin, der sagt, dass Funde von Fossilien, die von Zwischenformen von ausgestorbenen Lebewesen stammen, Beweise für die Evolution liefern würden. Anhand eines Fundes eines Tiktaalik-Fossils beschreibt Shubin, warum die Evolutionstheorie stimmt. Der Wissenschaftler Kevin Padian von der University of California, Berkeley beschreibt seinen Auftritt vor Gericht und wie er dem Gericht beschrieben hat, wie Wissenschaftler arbeiten und warum sie zu den bekannten Ergebnissen gekommen waren. Der Film beschreibt auch in kurzen Abrissen, wie Charles Darwin während seiner Reise mit der Beagle zu den Galapagosinseln die Evolutionstheorie entwickelte. Später wurde diese Theorie durch die Entwicklung der Molekularbiologie, bzw. Genetik bestätigt. Die Wissenschaftlerin Eugenie Scott äußert sich zu den Gegenargumenten der Beklagten und weist deren Argumente zurück. Diese würden sich an bestimmte Probleme oder ungelöste Fragen der Evolutionstheorie klammern, um die ganze Theorie zu Fall zu bringen.
Der Film beschreibt die wesentlichen Abschnitte des Prozesses, in denen der Richter Mitglieder der Schulleitung bei einem Meineid ertappt. Ein Mitglied der Schulleitung, Bill Buckingham, hatte in einem Interview gesagt, dass sein eigentliches Ziel die Vermittlung des Kreationismus sei – eine Behauptung, die die Beklagten eigentlich vermeiden wollten. Außerdem hatte Buckingham behauptet, er wisse nicht, woher das Geld für den Erwerb der Bücher Of Pandas and People kamen. Vor Gericht musste er zugeben, dass er in der Kirche dafür gebetet habe, dass jemand Gelder für den Erwerb der Bücher spenden würde. Die Gemeindemitglieder hätten dann das Geld gespendet. Buckingham habe dann das Geld als Spende eines anonymen Geschäftsmannes deklariert. Dieser anonyme Geschäftsmann war der Vater seines Mitstreiters Alan Bonsell-Mitglied der Schulleitung und Kreationist. Richter Jones, der von Buckingham im späteren Interview als "Eselarsch" (Jackass) bezeichnet wurde, gab der Klage statt und gegen Buckingham und Bonsell wurden später Verfahren wegen Meineides eröffnet. Als ein Beweis dafür, dass das Buch Of Pandas and People eine religiöse Agenda verfolgte, dienten Vorgänger des Buches vor 1987. Die Autoren änderten nach 1987, nach der Entscheidung Edwards vs. Aguillard, die Ausdrücke Schöpfer durch Designer und brachten das Buch 1989 unter neuem Titel heraus. Außerdem wurden die Wörter "creationists" durch "design proponents" ersetzt. Den Editoren unterlief dabei ein peinlicher Fehler, als sie "creationists" nicht vollständig entfernten, sondern "design proponents" so darüber kopierten, dass das Wort "cdesign proponentsists" entstand.
Die interviewten Verteidiger der Wissenschaft verspotteten die Autoren dafür.
Jones sagte auch später, dass er es als unsinnig empfinde, wenn man Schulkindern schlechte Wissenschaft beibringe und dann später von ihnen erwarte, Krankheiten zu heilen. Jones erhielt nach dem Prozess Morddrohungen und er und seine Familie mussten unter Polizeischutz gestellt werden. Der christlich-evangelikale Fernsehprediger Pat Robertson äußerte sich ebenfalls zu dem Prozess:

“…to the good citizens of Dover:  If there is a disaster in your area, don't turn to God.  You just rejected him from your city”

„…an die guten Bürger von Dover: Wenn es ein Unglück in Eurer Gegend gibt, wendet Euch nicht an Gott. Ihr habt ihn gerade aus Eurer Stadt zurückgewiesen“

Schon während des Gerichtsverfahrens hatte die Bevölkerung von Dover die gesamte Schulleitung abgewählt und durch Vertreter ersetzt, die Intelligent Design ablehnten.

## Reaktionen
Der Dokumentarfilm wurde von vielen wissenschaftlichen Organisationen positiv aufgenommen. Das Nature-Journal lobte den Film.
Das Variety-Magazine schrieb ein sehr positive Kritik und nannte die Sendung eines der wichtigsten Fernsehprojekte. Dieser Film sollte in jeder Highschool und jeder Kirche bekannt sein.
Kreationisten und Anhänger des Intelligent Design kritisierten den Film. Das kreationistische Discovery Institute äußerte sich auf seiner Website über den Film. Auch Answers in Genesis äußerte sich negativ über den Film.
Das Institute for Creation Research (ICR) bezeichnete den Film als nicht ausbalanciert.
Der Sender WKNO-TV, aus Memphis, Tennessee, wollte den Film wegen seines umstrittenen Themas nicht zeigen. Später wurde diese Entscheidung widerrufen.

## Weiteres
- Es wurden Ausschnitte aus dem Spielfilm Wer den Wind sät gezeigt.
- Judgement Day steht in der englischen Sprache nicht nur für "Gerichtstag" sondern beschreibt auch den Tag des jüngsten Gerichts.